# Waterford (Connecticut)
Waterford è un comune di 18.940 abitanti degli Stati Uniti d'America, situato nella Contea di New London nello Stato del Connecticut.